# Conjunção lógica
A conjunção é uma operação na lógica matemática, que pode ser ligada à operação de interseção de conjuntos. A conjunção é representada pelo conectivo lógico ∧, e em programação por AND ou && que = a letra E
Ex:
João ∧ Maria vão ao shopping
A conjunção lógica pode ainda ser representada pelo símbolo do produto.

## Definição
Em lógica binária, ocorrem apenas dois estados:
- Verdadeiro, representado pela letra V, ou pelo número 1.
- Falso, representado pela letra F, ou pelo número 0.

A conjunção é uma operação que verifica a seguinte tabela de verdade:
| a | b | a ∧ b |
| - | - | ----- |
| V | V | V     |
| V | F | F     |
| F | V | F     |
| F | F | F     |

ou de forma equivalente
| a | b | a ∧ b |
| - | - | ----- |
| 1 | 1 | 1     |
| 1 | 0 | 0     |
| 0 | 1 | 0     |
| 0 | 0 | 0     |

Portanto pode ainda ser representada pela multiplicação, que dá o mesmo resultado, se a e b forem 0 ou 1.
Outra interpretação é a da lógica fuzzy, que generaliza pela equivalência com o mínimo(a,b).

## Interseção de conjuntos
A operação de conjunção lógica está ainda relacionada com a interseção de conjuntos.
Um elemento está na intersecção dos conjuntos apenas se for verdade que está em ambos.
{\displaystyle x\in (A\cap B)\Leftrightarrow (x\in A)\wedge (x\in B)}
Segue a representação dessa operação no diagrama de Venn.

## Conjunção semântica
A operação lógica da conjunção funciona da mesma forma que a conjunção semântica e.
Suponham-se duas frases quaisquer:
{\displaystyle a\equiv est{\acute {a}}\ chovendo\ l{\acute {a}}\ fora}
{\displaystyle b\equiv eu\ estou\ dentro\ de\ casa}
{\displaystyle a\land b\equiv (est{\acute {a}}\ chovendo\ l{\acute {a}}\ fora)\ e\ (eu\ estou\ dentro\ de\ casa)}
A conjunção só é verdadeira se ambas as frases forem. Se não estiver chovendo, a conjunção é falsa (se não estiver dentro de casa, também).
Convém notar que na linguagem vulgar a conjunção "e" pode ter um significado aditivo, não relacionado com o significado lógico.

## Propriedades
A conjunção relaciona dois valores, mas usando o seu resultado podem ser feitas operações com mais valores.
Com uma tabela de verdade pode demonstrar-se a propriedade associativa
{\displaystyle ((a\land b)\land c)\ } é igual a {\displaystyle \ (a\land (b\land c))}
e portanto neste caso basta escrever
{\displaystyle a\land b\land c}
sem necessidade de parentesis, já que o resultado é o mesmo.
A conjunção lógica tem diversas propriedades. Destacam-se:
- {\displaystyle a\land b\equiv b\land a\quad \ :} (comutatividade)
- {\displaystyle \left(a\land b\right)\land c\equiv a\land \left(b\land c\right)\quad \ :} (associatividade)
- {\displaystyle a\land b\equiv \neg \left(\neg a\lor \neg b\right)\quad \ :} (leis de De Morgan)
- {\displaystyle a\land \neg a\equiv 0\quad \ :} (a contradição é sempre falsa)
- {\displaystyle a\land 1\equiv a\quad \ :} (a verdade é o elemento neutro da conjunção)
- {\displaystyle a\land 0\equiv 0\quad \ :} (a falsidade é o elemento absorvente da conjunção)
- {\displaystyle a\land \left(b\lor c\right)\equiv \left(a\land b\right)\lor \left(a\land c\right)\quad \ :} (distributividade em relação à disjunção lógica)